# Borislav Michajlov
Borislav Michajlov (Борислав Михайлов, * 12. února 1963 Sofie) je bývalý bulharský fotbalový brankář a od roku 2005 předseda Bulharského fotbalového svazu, je také členem výkonného výboru UEFA, která ho nominovala do organizačního výboru mistrovství Evropy ve fotbale 2016. V roce 1986 obdržel cenu pro bulharského fotbalistu roku.

## Klubová kariéra
Je odchovancem PFK Levski Sofia, v jehož dresu získal tři tituly mistra Bulharska (1984, 1985 a 1988) a třikrát vyhrál bulharský fotbalový pohár (1982, 1984 a 1986), také hrál s Levski čtvrtfinále poháru vítězů 1986/87. Byl jedním z aktérů rvačky při pohárovém finále roku 1985 proti PFK CSKA Sofia, po které obdržel doživotní zákaz činnosti, ale po půl roce byl omilostněn, aby mohl startovat na mistrovství světa. Po pádu komunistického režimu odešel hrát do zahraničí, působil v portugalském CF Os Belenenses, francouzském druholigovém FC Mulhouse a v anglickém druholigovém Reading FC.

## Reprezentační kariéra
V reprezentaci odehrál 102 utkání, což je rekord, který dokázal překonat pouze Stiljan Petrov. Byl brankářskou jedničkou na mistrovství světa ve fotbale 1986 (Bulhaři vypadli v osmifinále) a na mistrovství světa ve fotbale 1994 (4. místo), na mistrovství světa ve fotbale 1998 jel pouze jako náhradník a po neúspěšném vystoupení, kdy jeho tým skončil na posledním místě základní skupiny, ukončil mezinárodní kariéru. Startoval také na mistrovství Evropy ve fotbale 1996, kde Bulharsko vypadlo v základní skupině. V letech 1990–1996 byl reprezentačním kapitánem.

## Rodina
Reprezentačním brankářem Bulharska byl jeho otec Biser Michajlov i jeho syn Nikolaj Michajlov. Jeho manželka Marija Petrovová je trojnásobnou mistryní světa v moderní gymnastice.

## Zajímavost
V mládí přišel o vlasy a při zápasech nosil paruku.